# Artemissia (Messinia)
Artemissia este un oraș în Grecia în prefectura Messinia.

## Populație
- 1981: 240
- 1990: 327 (339)
- 2001: 291 (310)